# Gyula Csortos
Dans le nom hongrois Csortos Gyula, le nom de famille précède le prénom, mais cet article utilise l’ordre habituel en français Gyula Csortos, où le prénom précède le nom.
Gyula József Csortos, né le 3 mars 1883 à Munkács et mort le 1er août 1945 à Budapest, est un acteur hongrois.

## Filmographie
- 1917 : A Vörös Sámson
- 1917 : A Senki fia
- 1917 : A Kuruzsló
- 1919 : Liliom de Michael Curtiz
- 1926 : Rongyosok de Béla Gaál
- 1931 : Hyppolit, a lakáj d'István Székely
- 1933 : Judgment of Lake Balaton
- 1936 : Café Moszkva
- 1938 : Két fogoly d'István Székely
- 1938 : Number 111 d'Alexander Korda
- 1939 : Deux Filles dans la rue (Két lány az utcán) d'André de Toth
- 1940 : Párbaj semmiért
- 1941 : A kegyelmes úr rokona
- 1942 : Örségváltás

## Galerie

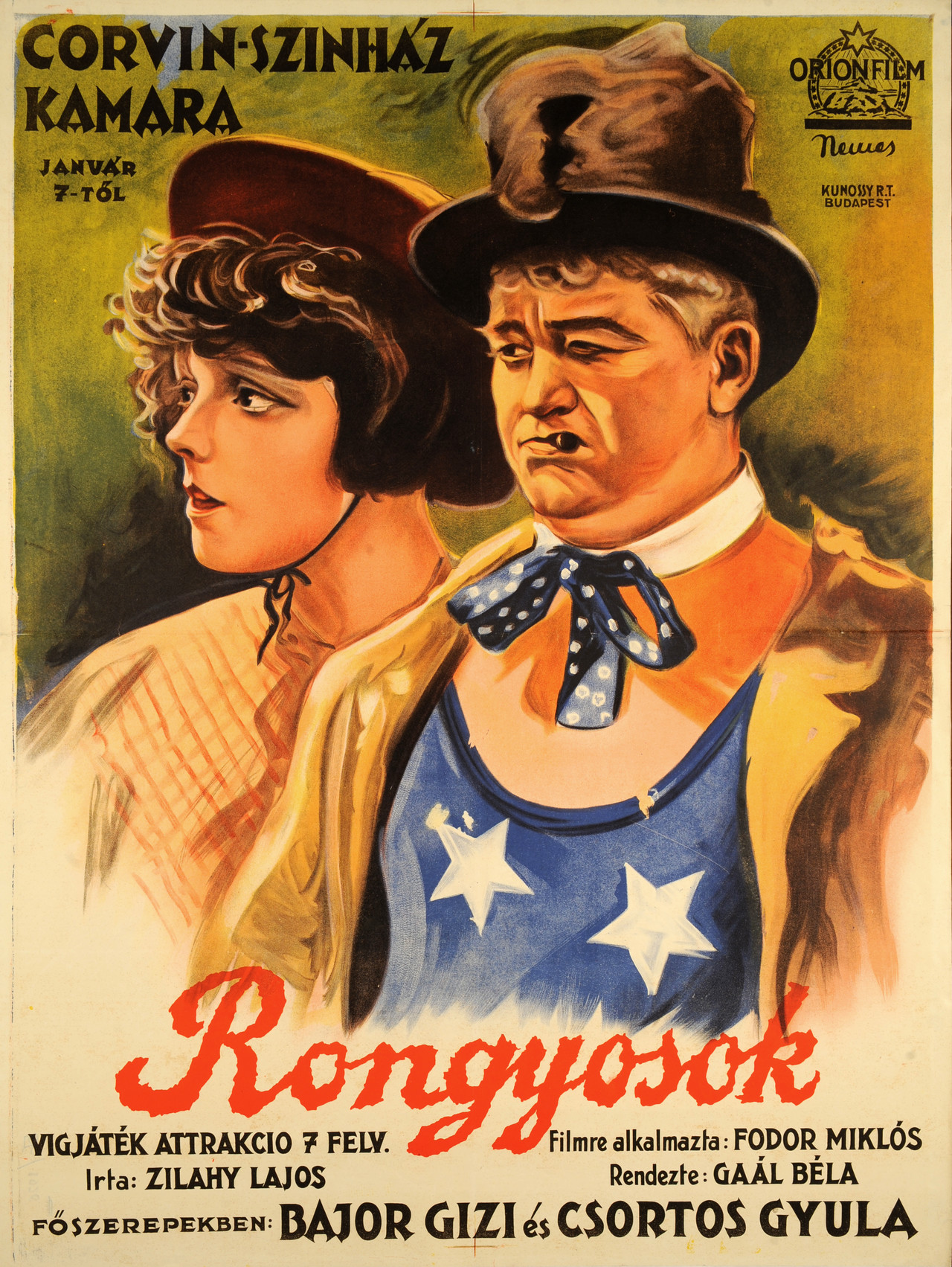
Affiche de György Nemes pour Rongyosok, film de Béla Gaál où Gyula Csortos donne la réplique à Gizi Bajor
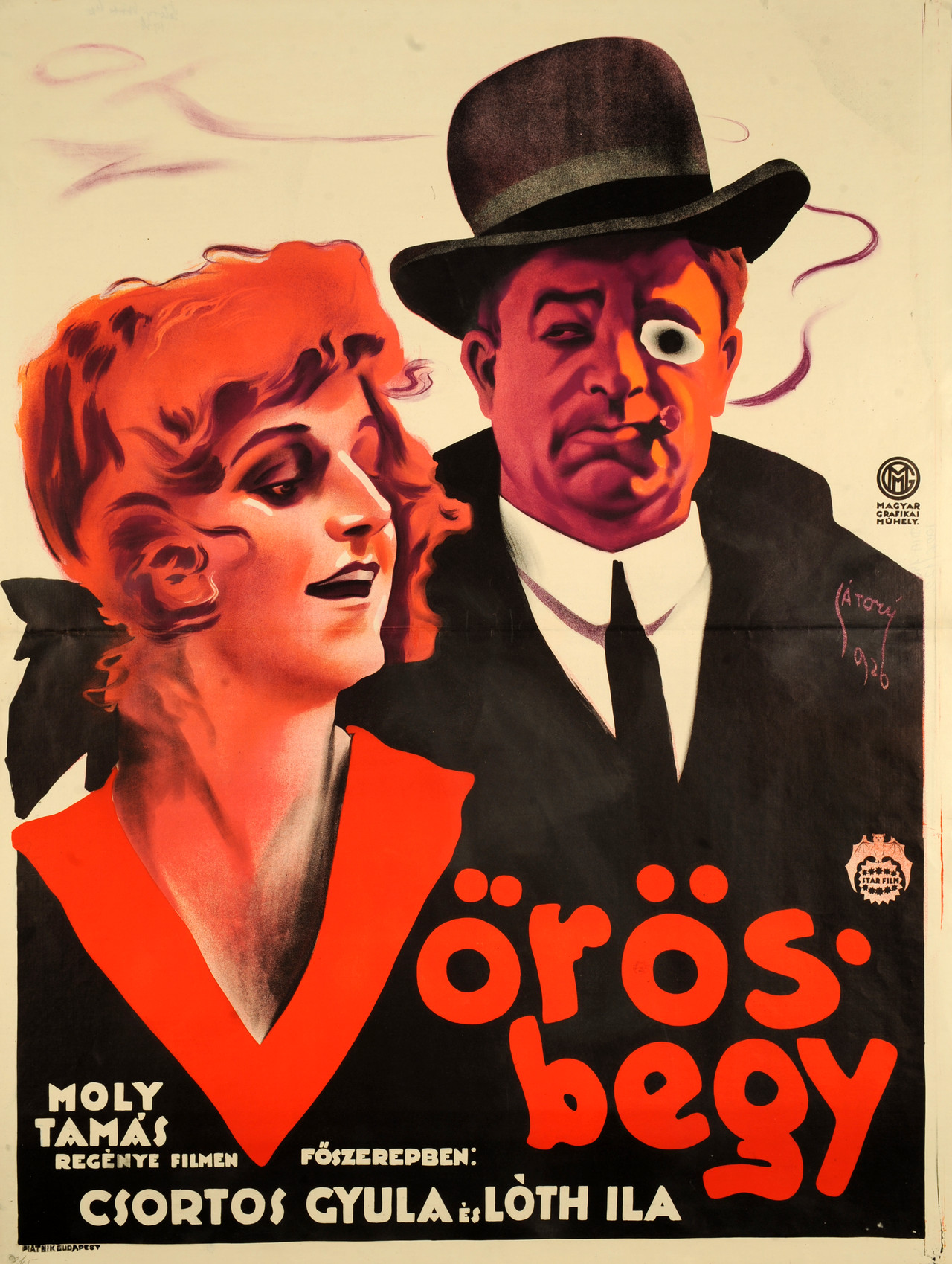
Vörösbegy de Béla Gaál. Affiche de Lipót Sátori (eo). Avec Ila Lóth (en)
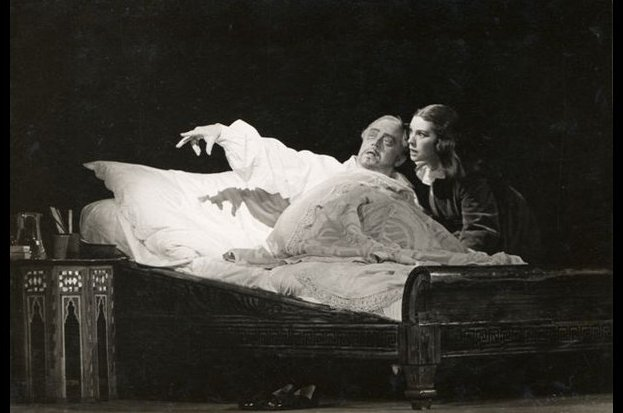
Avec Gizi Bajor dans Le deuil sied à Électre d'Eugene 0'Neill